# Auto Union Type D
L'Auto Union Type D è una vettura da competizione progettata e realizzata dal costruttore tedesco Auto Union tra il 1938 ed il 1939.

## Storia

### Progettazione
La Type D nacque in un periodo molto difficile per le Auto Union da Gran Premio: il 28 gennaio 1938 la squadra corse aveva perso il suo asso Bernd Rosemeyer, morto in un incidente durante un tentativo di record sull'autostrada Darmstadt-Francoforte. Inoltre, c'era in quel periodo parecchio lavoro da fare: la Formula 750 kg era scaduta il 31 dicembre del 1937 e per l'anno seguente era stata imposta una nuova formula denominata 3 litri, che prevedeva una cilindrata massima di 3 litri per le auto sovralimentate e di 4,5 litri per quelle aspirate. Ma già da mesi era in fase di sviluppo una nuova vettura che avrebbe preso il posto della plurivittoriosa Type C, ormai non più idonea a soddisfare i nuovi regolamenti.
La nuova vettura non fu più progettata da Ferdinand Porsche, come invece era avvenuto per i precedenti tre modelli da Gran Premio marchiati con i "quattro anelli". Il geniale progettista boemo fu infatti totalmente preso dalla progettazione di quello che in futuro sarebbe divenuto noto al mondo intero come Maggiolino. La responsabilità del progetto della futura Type D fu invece affidata a Robert Eberan von Eberhorst, responsabile tecnico del reparto corse Auto Union. Il progetto ripercorse solo in parte le linee guida tracciate a suo tempo dall'ingegner Porsche, mentre per un'altra parte fu invece del tutto inedito. In particolare, furono apportate modifiche consistenti alle sospensioni: all'avantreno vennero montati ammortizzatori idraulici, mentre al retrotreno venne montato un ponte a doppio snodo simile ad un De Dion, soluzione già messa in pratica dalla rivale Mercedes-Benz e che anche la Horch, tanto per rimanere in casa Auto Union, aveva già montato già dalla fine del 1935 in una variante ideata da Oskar Siebler.
Ma la vera novità fu ovviamente il propulsore, progettato e realizzato in modo da soddisfare i nuovi regolamenti imposti per la stagione 1938: il tetto massimo di cilindrata fissato a 3 litri per le vetture sovralimentate suggerì a von Eberhorst di ridurre anche il numero di cilindri da 16 a 12, mantenendo sempre l'architettura a V, ma con un differente angolo fra le due bancate, 60 gradi anziché 45. La cilindrata fu di 2985 cm³, la metà di quella della Type C, ma in questo caso il rapporto di compressione fu aumentato da 9.2 a 10:1, ottenendo così un motore più spinto del precedente, il che permise di ottenere, grazie anche alla sovralimentazione mediante due compressori volumetrici configurati a doppio stadio, una potenza massima di 485 CV. Questo nuovo V12 era inoltre caratterizzato dalla distribuzione a due valvole per cilindro azionate da tre assi a camme, uno centrale per l'aspirazione e i due laterali per lo scarico. Tagliando via quattro cilindri si ottenne un motore dal minor ingombro longitudinale, il che permise di ridurre l'interasse, in maniera tale da ottenere un triplice vantaggio: riduzione di peso, maggior maneggevolezza ed agilità della vettura e telaio più "comunicativo" con il pilota.
Essendo questo nuovo motore molto più spinto del precedente, i consumi salirono del 20% rispetto alla vettura da Gran Premio dell'anno prima: la Type D riusciva a percorrere appena un chilometro con un litro di carburante, carburante che consisteva in una miscela di alcool, acetone, nitrobenzolo ed etere solforico, ed era stipato in tre serbatoi della capacità totale di 280 litri.

### Attività sportiva

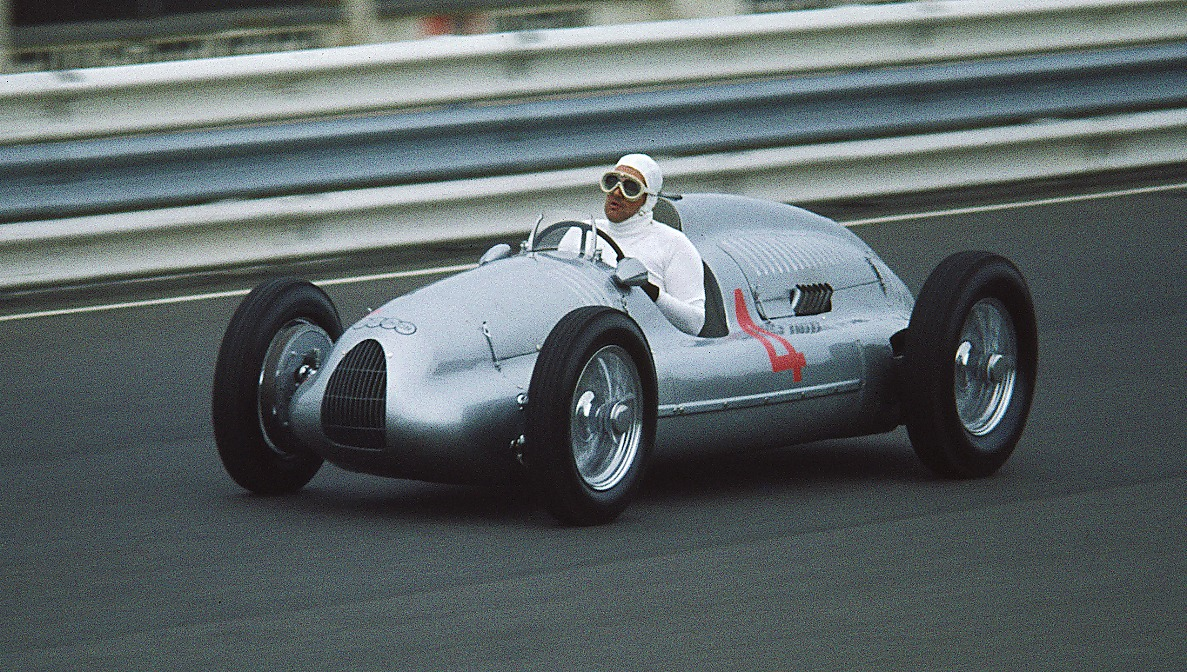

Il debutto sportivo della Type D fu enormemente ritardato dalle difficoltà di messa a punto della vettura, che continuava a manifestare qua e là dei problemi. Le prime gare della stagione 1938 videro la Type D assente dai tracciati. Il debutto avvenne solo il 3 luglio sul circuito di Reims per il Gran Premio di Francia. Purtroppo l'esito fu a dir poco catastrofico, poiché i tre piloti disponibili in quello scorcio di stagione (Hasse, Kautz e Müller) abbandonarono tutti la gara in seguito ad incidenti. Il guaio fu che questi tre piloti non erano all'altezza dei grandi Stuck e Rosemeyer, ma quest'ultimo, come si è detto all'inizio era scomparso tragicamente all'inizio di quell'anno, mentre più o meno nello stesso periodo Stuck e l'Auto Union giunsero al divorzio per motivi in realtà mai chiariti completamente. L'unica speranza visibile all'orizzonte per l'Auto Union pareva giungere dall'Italia: all'inizio della stagione, infatti, Tazio Nuvolari entrò in una fase di contrasto con l'Alfa Romeo, da cui sarebbe nata un'altra separazione eccellente. Presa la palla al balzo, i dirigenti dell'Auto Union e il "mantovano volante" presero contatti e giunsero ad un accordo, formalizzato il 15 luglio grazie al nullaosta della Federazione Automobilistica Sportiva Italiana: Nuvolari divenne il nuovo pilota della squadra corse dell'Auto Union. Il debutto dell'asso mantovano avvenne il 24 luglio al Nürburgring per il Gran Premio di Germania, dove giunse quarto a causa di alcune noie al motore, che tra l'altro ebbe una perdita d'olio che schizzò sul parabrezza rendendo difficoltosa la visuale al pilota italiano. Alla Coppa Acerbo sul Circuito di Pescara, Nuvolari giunge in pole position, ma durante la gara è costretto al ritiro assieme a Müller ed Hasse. Il migliore piazzamento per una Type D fu il quarto posto conquistato da Hans Stuck, che nel frattempo fu riammesso nella squadra corse dopo le enormi pressioni cui fu sottoposta in tal senso la Auto Union dal regime tedesco. La riscossa avvenne l'11 settembre al Gran Premio d'Italia disputatosi a Monza: Nuvolari conquistò la vittoria davanti a Hermann Lang e la stampa dedicò fiumi di inchiostro a tale evento. Il 22 ottobre a Donington, Nuvolari investe un cervo durante le prove, ma all'avvio della gara parte in quarta e si trova a condurre già dopo la prima curva, e dopo alcune peripezie termina al primo posto regalando un'altra vittoria all'Auto Union con una Type D ormai messa completamente a punto. Alle vittorie di Nuvolari nella stagione 1938 vanno inoltre aggiunte le cinque cronoscalate vinte da Stuck sempre su Type D.
Per la stagione 1939 Nuvolari e Stuck furono riconfermati, così come anche Müller e Hasse. Inoltre, vennero ingaggiate due giovani promesse, Georg Meier e Ulli Bigalke. Anche nel 1939, la stagione sportiva cominciò in ritardo per la Type D, che non partecipò alle gare di Pau e di Tripoli. Ma il debutto al Nürburgring vide comunque la vittoria della Mercedes-Benz di Lang davanti a Nuvolari, giunto secondo. Al Gran Premio del Belgio tenutosi il 25 giugno, Lang trionfa ancora, ma la gara fu funestata da un incidente mortale in cui Seaman perse la vita. Questa volta è Hasse a guadagnare il secondo posto, mentre Nuvolari e Müller furono costretti al ritiro. Il 9 luglio a Reims arrivò la prima vittoria della stagione per la Type D e per l'Auto Union. A portare la monoposto al trionfo fu questa volta Müller, seguito da un'altra Type D, quella di Meier. Ed ancora Müller giunse secondo al Gran Premio di Germania, mentre la vittoria andò di nuovo alla Casa di Stoccarda. Quell'anno, la stagione sportiva fu particolarmente breve a causa della situazione politica che stava rapidamente degenerando proprio in Germania. Al Gran Premio di Belgrado fu Nuvolari a concludere vittoriosamente l'ultima gara disputata da una monoposto Auto Union e l'ultima valida per un Gran Premio. Ma il titolo andò comunque alle Mercedes-Benz. Era il 3 settembre 1939: il giorno prima Adolf Hitler aveva invaso la Polonia, dando il via alla catastrofica Seconda Guerra Mondiale.